# گراز وحشی (فیلم ۱۹۸۴)
گراز وحشی (به انگلیسی: Razorback) یک فیلم ترسناک و دلهره‌آور استرالیایی محصول ۱۹۸۴ به نویسندگی اورت دی روش، بر اساس رمان پیتر برنان در سال ۱۹۸۱ و کارگردانی راسل مالکهی است. این فیلم حول محور حملات یک گراز وحشی غول‌پیکر است که مناطق دورافتاده استرالیا را به وحشت می‌اندازد و مردم را می‌کشد و می‌بلعد. در ۱۹ آوریل ۱۹۸۴ توسط توزیع کنندگان فیلم اتحادیه بزرگ در استرالیا و در ۱۶ نوامبر ۱۹۸۴ توسط برادران وارنر در ایالات متحده اکران شد.
این فیلم در ۱۹ آوریل ۱۹۸۴ در استرالیا اکران شد و ۸۰۱٫۰۰۰ دلار در باکس آفیس فروخت. این فیلم در سینماهای ایالات متحده و بریتانیا توسط برادران وارنر از ۱۶ نوامبر ۱۹۸۴ اکران محدودی داشت. فروش فیلم ۱۵۰٫۱۴۰ دلار در گیشه ایالات متحده بود.